# Thymoites anicus
Thymoites anicus là một loài nhện trong họ Theridiidae.
Loài này thuộc chi Thymoites. Thymoites anicus được Herbert Walter Levi miêu tả năm 1964.